# Бас, Ольга Евгеньевна
Ольга Евгеньевна Бас (укр. Ольга Євгенівна Бас; род. 27 февраля 1964, Нолинск, Кировская область) — государственный деятель Украины (до 2014 года), политический деятель самопровозглашенной Луганской Народной Республики. Сенатор Российской Федерации (с 2022 года). Вошла в состав Комитета Совета Федерации по конституционному законодательству и государственному строительству. 

## Биография
Родилась 27 февраля 1964 года в Нолинске Кировской области. В 1989 году окончила Харьковский юридический институт имени Ф. Э. Дзержинского, работала в прокуратуре Ленинского района Луганска, затем в областном управлении юстиции. В 1995 году стала судьёй Ленинского районного суда в Луганске, в 2002 году — судьёй уголовной палаты апелляционного суда Луганской области. С 2013 года преподавала в Национальной школе судей Украины, с началом конфликта на Донбассе осталась в Луганской Народной Республике, с 2014 года работала в Министерстве государственной безопасности, курируя судебное направление. 7 декабря 2017 года возглавила администрацию главы ЛНР. Избиралась депутатом Народного Совета ЛНР.
20 декабря 2022 года депутаты Народного Совета утвердили Ольгу Бас в должности сенатора Российской Федерации, представителя законодательного органа государственной власти республики в Совете Федерации, и 23 декабря в ходе заседания СФ она получила удостоверение.
21 июля 2023 года Ольга Бас, Сергей Цеков (Крым), Сергей Колбин и Екатерина Алтабаева  внесли поправки к федеральному закону «О гражданстве Российской Федерации». Поправки предусматривали возможность лишения российского гражданства за нарушение ряда статей Уголовного кодекса, включая «дискредитацию» армии (статья 280.3), публичное распространение «заведомо ложной информации» об использовании ВС РФ (статья 207.3), террористические акты (статья 205), призывы к экстремизму (статья 280, в ее состав также включены «оправдание» и «пропаганда» экстремизма), дезертирство (статья 338) и другие преступления, их общее число составляет около 80. Данная инициатива отклонена Государственной думой как противоречащая Конституции РФ.

## Санкции
25 февраля 2023 года, на фоне вторжения России на Украину, внесена в санкционный список всех стран Евросоюза за «действия, которые подрывают территориальную целостность, суверенитет и независимость Украины». По аналогичным основаниям находится под санкциями Украины и Швейцарии

## Награды
- Орден Почёта (вручён Владимиром Путиным 23 мая 2023 года)[8].